# Zauberhafter Nachwuchs
Zauberhafter Nachwuchs (engl. Fairly OddBaby) ist ein US-amerikanischer Zeichentrickfilm aus dem Jahr 2008 und der fünfte Fernsehfilm der Serie Cosmo & Wanda – Wenn Elfen helfen. Der Film besteht aus zwei einzelnen Folgen der sechsten Staffel und führt Cosmos und Wandas Sohn Poof in die Serie ein.

## Inhalt
Der Kinderwunsch von Cosmo und Wanda führt dazu, dass sie Timmy kaum noch beachten. Da es nach der Geburt des letzten Babys in der Elfenwelt (Cosmo) eine Explosion gab, wurde vom höchsten Elfengericht verfügt, dass solch einen Fall nie wieder eintreten darf – der Kinderwunsch muss daher unerfüllt bleiben. Jean Claude van Ramme hatte jedoch vergessen, diese Regel im Regelbuch aufzuführen und so kann Timmy sich ein Baby für Cosmo und Wanda wünschen. Durch diesen Wunsch wird Cosmo schwanger, da Babys in der Elfenwelt vom männlichen Elternteil ausgetragen werden.
Während Cosmos durch die Schwangerschaft unter vielen Stimmungsschwankungen leidet, wollen die Anti-Elfen und die Kobolde durch die Zauberkräfte des Babys die Macht in der Elfenwelt erlangen, wodurch das Baby bereits kurz nach der Geburt in Gefahr schwebt. Noch bevor sein Geschlecht erkannt oder ihm ein Name gegeben werden kann, müssen Cosmo, Wanda und Timmy die Anti-Elfen und Kobolde bekämpfen.
Zwar gelingt es Anti-Cosmo und dem Oberkobold das Baby zu entführen, jedoch kann ihr Plan durch das Baby, Timmy, Cosmo und Wanda vereitelt werden.
Nach dem Abenteuer erkennen Timmy, Cosmo und Wanda, dass das Baby ein Junge ist, und nennen ihn Poof.

## Synchronisation
| Rolle                 | Englischer Sprecher | Deutscher Sprecher |
| --------------------- | ------------------- | ------------------ |
| Timmy Turner          | Tara Strong         | Hannes Maurer      |
| Cosmo                 | Daran Norris        | Norman Matt        |
| Wanda                 | Susan Blakeslee     | Ilya Welter        |
| Poof                  | Tara Strong         |                    |
| Jean-Claude van Ramme | Daran Norris        | Volker Wolf        |
| Oberpixie             | Ben Stein           |                    |
| Anti-Cosmo            | Daran Norris        | Norman Matt        |